# Партия «Демократическое действие» (Молдова)
Па́ртия «Демократи́ческое де́йствие» (рум. Partidul «Acţiunea Democratică») — правоцентристская политическая партия в Республике Молдова. Образована 21 июля 2011 года.

## Руководство
- Председатель ПДД — Михай Годя
- Первый вице-председатель ПДД — Виорел Савва
- Вице-председатель ПДД — Михаил Багас
- Вице-председатель ПДД — Михай Магдей
- Вице-председатель ПДД — Евгений Тэлмачь
- Вице-председатель ПДД — Наталья Чобану
- Генеральный секретарь ПДД — Александр Липкану

## История

### Создание партии «Демократическое действие» (ПДД)
4 мая 2011 года первый заместитель председателя Либерал-демократической партии Молдовы (ЛДПМ) депутат Михай Годя объявил о выходе из формирования, обосновав это тем, что ЛДПМ и Партия коммунистов Республики Молдова намерены создать правящую коалицию. Покинув ЛДПМ, Михай Годя баллотировался в качестве самовыдвиженца на выборах генерального примара мун. Кишинева и набрал 0.82% голосов. 23 июня 2011 года инициативная группа во главе с депутатом Михаем Годя представила политическое движение «Альтернативная демократическая платформа» (АПД), целью которой было оказать давление на власть и обеспечить жизнеспособные альтернативы демократическому курсу страны. Месяц спустя, 21 июля 2011 года, Михай Годя объявил о создании нового формирования на политической арене Молдовы — Партии «Демократическое действие» (ПДД).

### Учредительный съезд Партии «Демократическое действие»
Учредительный съезд новой партии состоялся 6 ноября 2011 года, в нем приняли участие более 500 делегатов из большинства районов республики и зарубежные гости. Делегаты съезда избрали руководящие органы и утвердили Программу и Устав ПДД. Председателем партии был избран Михай Годя, заместителями председателя — Виорел Киврига, Корнелий Гурин и Наталья Чобану. Генеральным секретарём ПДД стал Евгений Бузган.
Партия «Демократическое действие» является европейской партией реформаторов, она открыта для диалога со всеми партнерами, разделяющими либеральные политические взгляды. Первоочередной приоритет формирования — европейская интеграция Республики Молдова.

### II съезд ПДД 2 декабря 2018
2 декабря 2018 года в Кишиневе состоялся II съезд Партии «Демократическое действие» (ПДД). На том съезде Михай Годя был переизбран на должность председателя партии. Также на том съезде была пинята резолюция, согласно которой партия позиционирует себя как партия, выступающая за объединение Молдовы с Румынией.

## Результаты на выборах
На парламентских выборах 2014 года Партия «Демократическое действие» набрала 0,16 % голосов избирателей и не преодолела порог в 6 %.
На всеобщих местных выборах 2015 года Партия «Демократическое действие» участвовала в составе Избирательного блока «Европейская народная платформа Молдовы - Юрие Лянкэ»
- Муниципальные и районные советы — 7,61 % голосов и 67 мандатов.
- Городские и сельские советы — 5,90 % голосов и 512 мандатов.
- 27 кандидата партии были избраны примарами (3,01 %).